# Parafia Świętej Trójcy w Skarboszewie
Parafia Świętej Trójcy w Skarboszewie jest jedną z 7 parafii leżącą w granicach dekanatu strzałkowskiego. Erygowana w XI wieku.

## Dokumenty
Księgi metrykalne: 
- ochrzczonych od 1906 roku
- małżeństw od 1945 roku
- zmarłych od 1946 roku